# Xíling de Somalilàndia
El xíling de Somalilàndia (somali: Somaliland shilin, SL shilin o, simplement, shilin) és la unitat monetària de l'autoproclamada República de Somalilàndia. S'acostuma a abreujar SlSh i, a causa del no-reconeixement internacional de Somalilàndia, la moneda no té assignat un codi ISO 4217. Nominalment es divideix en 100 cèntims (sent), però de fet fins ara encara no s'ha encunyat cap moneda amb valor fraccionari.

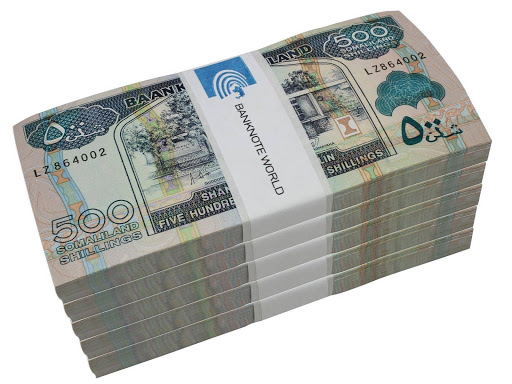
500 notes de xílings de Somalilàndia.

En proclamar-se independent de Somàlia el 1991, Somalilàndia es va desvincular del xíling somali i l'octubre del 1994 va adoptar la seva pròpia moneda, emesa pel Banc de Somalilàndia (somali: Baanka Somaliland), amb seu a Hargeisa.
En circulen bitllets de 5, 10, 20, 50, 100 i 500 xílings, i monedes d'1, 5, 10 i 20 xílings, tot i que se n'han fet també emissions commemoratives de 1.000 xílings.

## Taxa de canvi
- 1 USD = 4.550 SlSh (novembre del 2000) –canvi oficial del Govern
- 1 USD = 7.500 SlSh (desembre del 2008) –canvi oficial del Govern

El xíling de Somalilàndia és una de les unitats monetàries de valor més baix del món.